# 2057 Rosemary
2057 Rosemary este un asteroid din centura principală, descoperit pe 7 septembrie 1934, de Karl Reinmuth.